# George Blagden
George Paul Blagden (Londres, el 28 de diciembre de 1989) es un actor y cantante británico. Estudió en la escuela de música y artes dramáticas de Londres Guildhall School of Music and Drama. Es principalmente conocido por su rol de Athelstan en la serie Vikings, producida por el canal The History Channel. También participó como Grantaire en la película de 2012, Les Misérables, adaptación del musical de Alain Boublil y Claude-Michel Schönberg del mismo nombre y dirigida por Tom Hooper. Participó en la serie de televisión francesa Versailles en el papel de Luis XIV de Francia.

## Biografía
Commenzó su carrera artística a los 13 años, cantando en diferentes coros y también en su propia banda de rock. Estudió en la escuela secundaria Oundle School, un internado anglicano situado en Northamptonshire, East Midlands, Inglaterra donde se especializó en estudios dramáticos. Durante su etapa escolar, participó en diversas obras escolares como Into the woods, en el papel de panadero, o en la función Art, en el rol de Marc. En su época en Oundle también se convirtió en miembro del National Youth Theatre y fue seleccionado como uno de los cuatro estudiantes que participaron en una clase magistral con Ian McKellen. Después de su graduación, estudió arte dramático en la escuela de música y artes dramáticas Guildhall School of Music and Drama de Londres, donde se graduó en 2011. Tiene una hermana menor, Katie, que es escritora y directora de cine. 
Tuvo una relación con Elinor Crawley, una actriz británica a quien conoció durante el rodaje de Vikings, serie en la que Crawley interpretaba el papel de Thyri. Junto con su pareja, formó parte de la fundación Diabetes UK, una fundación de caridad que tiene como objectivo ayudar a las personas que tienen diabetes o que están en riesgo de sufrir la enfermedad. Comenzó a ayudar en esta causa porque Crawley tiene diabetes tipo 1. Para recaudar dinero para la causa, viajó en bicicleta de Londres a París en menos de 72 horas en septiembre de 2015. Realizó el recorrido entre el 4 y el 6 de septiembre y recaudó cerca de 5000 libras esterlinas.
El 30 de septiembre de 2019 se casó con la actriz Laura Pitt-Pulford.

## Carrera
Obtuvo su primer papel como actor en 2011 en la película After the Dark, donde interpretó el papel de Andy. El filme fue estrenado en 2013 en el Festival Internacional de Cine Fantástico de Neuchâtel el 7 de julio de 2013 y el 21 de agosto del mismo año en el Fantasy Filmfest. En España se estrenó el 17 de octubre de 2013 en el Festival Internacional de Cinema Fantàstic de Catalunya donde fue nominada como mejor película.
Posteriormente, en 2012, apareció en Ira de titanes, secuela de Furia de titanes en un papel secundario. El mismo año, también apareció en el aclamado filme Les Misérables, donde interpretó el rol de Grantaire.
En 2013, dio el salto a televisión, apareciendo primero en la serie Vikings del canal histórico The History Channel donde interpretó el papel del monje cristiano Athelstan y posteriormente, a partir de 2015, a la producción televisiva francesa Versalles donde da vida al personaje de Luis XIV de Francia.

## Filmografía

### Cine
| Año  | Título                     | Rol         | Notas |
| ---- | -------------------------- | ----------- | --- |
| 2014 | Blood Moon                 | Jake Norman | Western de horror escrito por Alan Wightman y dirigido por Jeremy Wooding.                                            |
| 2014 | Holding on for a Good Time | Fellini     | Cortometraje. |
| 2014 | The Tap Tap Lady           | Hugh        | Cortometraje. |
| 2013 | After the Dark             | Andy        | Thriller de ciencia ficción psicológica escrito y dirigido por John Huddles.                                          |
| 2012 | Ira de Titanes             | Soldado #1  | Rol secundario. Secuela de la película de 2010 Furia de titanes.                                                      |
| 2012 | Les Misérables             | Grantaire   | Ganadora de diversos premios. Coproducción británica-francesa-norteamericana. Adaptación de la novela de Víctor Hugo. |

### Televisión
| Año       | Título       | Rol       | Notas                                            |
| --------- | ------------ | --------- | ------------------------------------------------ |
| 2015—2018 | Versalles    | Luis XIV  | Personaje principal, serie de TV Canal+          |
| 2013—2016 | Vikings      | Athelstan | Personaje principal, serie de TV History Channel |
| 2017      | Black Mirror | Lenny     | Episodio: "Hang the DJ"Netflix                   |

## Premios y nominaciones
| Año  | Premio                                         | Categoría                     | Película       | Resultado |
| ---- | ---------------------------------------------- | ----------------------------- | -------------- | --------- |
| 2012 | National Board of Review of Motion Pictures    | Mejor reparto                 | Les Misérables | Ganador   |
| 2012 | San Diego Film Critics Society Awards          | Mejor reparto                 | Les Misérables | Nominado  |
| 2012 | Premios Satellite                              | Mejor reparto                 | Les Misérables | Ganador   |
| 2012 | Washington D. C. Area Film Critics Association | Mejor actuación por un elenco | Les Misérables | Ganador   |
| 2013 | Premios del Sindicato de Actores               | Mejor reparto                 | Les Misérables | Nominado  |